# Тутыхино
Тутыхино — деревня в Ступинском районе Московской области в составе Городского поселения Ступино (до 2006 года входила в Лужниковский сельский округ). На 2016 год Тутыхино, фактически, дачный посёлок: при 18 жителях в деревне 4 улицы и 5 садовых товариществ. Впервые в исторических документах упоминается в 1578 году, как деревня Тутыхинская. Тутыхино связано автобусным сообщением со Ступино и соседними населёнными пунктами.

## Население
| 2002 | 2006 | 2010 |
| ---- | ---- | ---- |
| 20   | ↘13  | ↗18  |

Тутыхино расположено на юго-западе района, на безымянном ручье, левом притоке реки Ока, высота центра деревни над уровнем моря — 174 м. Ближайшие населённые пункты: Головлино — в 1,5 км на юго-запад и Сайгатово — около 1,8 км на юго-восток.